# أبو بصرة الغفاري
أبو بصرة الغفاري من الصحابة يعرف عند علماء الحديث بـأبي بصرة الغفاري، هو ابن الصحابي: بصرة بن أبي بصرة بن وقاص بن حبيب بن غفار، وقيل بن حاجب بن غفار. من رواة الحديث روى عنه أبو هريرة وأبو تميم الجيشاني وعبد الله بن هبيرة وعبيد بن جبر وأبو الخير اليزني وغيرهم. سكن الحجاز ثم انتقل إلى مصر، قال ابن يونس: شهد فتح مصر واختط بها ومات بها ودفن في مقبرتها. قال ابن الأثير: سكن مصر وكان له بها دار.
قال بن يونس شهد فتح مصر واختط بها ومات بها ودفن في مقبرتها جنب ضريح عمرو بن العاص ، وقال أبو عمر كان يسكن الحجاز ثم تحول إلى مصر. قال ابن ماكولا: «حدث عنه عمرو بن العاص، وأبو هريرة، وأبو تميم الجيشاني، وتميم بن فرع المهري، ومرثد بن عبد الله اليزني وغيرهم».

## اسمه وكنيته
اشتهر أبو بصرة الغفاري عند رواة الحديث بكنيته وهي: «أبو بصرة» فكان ممن اشتهرت تسميته بكنيته، ولم يشتهر باسمه ومن ثم وقع الخلاف في اسمه فقيل اسمه: حميل، (بضم الحاء المهملة وفتح الميم)، وقيل اسمه: جميل (بالجيم المعجمة). قال ابن عبد البر: حميل بن بصرة أبو بصرة الغفاري، وذكر عن علي ابن المديني أنه سأل بعض ولده فقال: حميل (بالحاء) وجعل ما عداه تصحيفا، وقال ابن عبد البر: «قال علي بن المديني سألت شيخاً من بني غفار فقلت جميل بن بصرة تعرفه فقال صحفت صاحبك والله إنما هو حميل بن بصرة وهو جد هذا الغلام لغلام كان معه وكذلك قال فيه زيد بن أسلم جميل».
قال ابن الأثير: اسمه جميل بن بصرة الغفاري. وقيل: حميل، (بضم الحاء وفتح الميم)، وهو أكثر، وقيل: بصرة بن أبي بصرة.
قال ابن ماكولا: وأما حميل بضم الحاء المهملة وفتح الميم، فهو أبو بصرة الغفاري حميل بن بصرة، قال علي بن المديني: وقال مالك في حديث زيد بن أسلم عن المقبري، عن أبي هريرة أنه لقي جميلاً، يعني بالجيم، وتابعه الدراوردي وأبي، وقال روح بن القاسم عن زيد بن أسلم: حميل بحاء مهملة، وتابعه سعيد بن أبي مريم، عن محمد بن جعفر، عن زيد، وقال ابن الهاد: بصرة بن أبي بصرة؛ قال ابن ماكولا: والصحيح: حميل، يعني بضم الحاء، وقال: على ذلك اتفقوا، وهو حميل بن بصرة بن وقاص بن حاجب بن غفار.

## روايته
روى عن أبي بصرة الغفاري هذا أبو هريرة حدثنا سعيد بن نصر قال حدثنا قاسم بن أصبغ قال حدثنا زكريا بن يحيى الناقد قال حدثنا سعيد بن سليمان عن محمد بن عبد الرحمن بن مجبر قال حدثنا زيد بن أسلم عن سعيد بن أبي سعيد المقبري عن أبي هريرة أنه خرج إلى الطور ليصلي فيه ثم أقبل فلقي حميلاً الغفاري فقال له حميل من أين جئت قال من الطور قال أما إني لو لقيتك لم تأته ثم قال لأبي هريرة «سمعت رسول الله ﷺ يقول: "لا تضرب أكباد الإبل إلا إلى ثلاثة مساجد المسجد الحرام ومسجدي هذا ومسجد بيت المقدس"».
روى المقبري، عن أبي هريرة، عن جميل الغفاري، قال: «قال رسول الله صلى الله عليه وسلم: "لا تشد الرحال إلا إلى ثلاثة مساجد، مسجد مكة، ومسجدي هذا، ومسجد بيت المقدس"».
أخرج حديثه مسلم والنسائي من طريق بن إسحاق: حدثني يزيد بن أبي حبيب عن جبر بن نعيم عن عبد الله بن هبيرة عن أبي تميم الجيشاني «عن أبي بصرة الغفاري قال: صلى بنا رسول الله ﷺ صلاة العصر الحديث وفيه ولا صلاة بعد حتى يرى الشاهد والشاهد النجم».
وأخرج النسائي من طريق كليب بن ذهل عن عبيد بن جبر قال كنت مع أبي بصرة صاحب النبي ﷺ في سفر رمضان فذكر الفطر في السفر.